# 光パーフェクTV!
光パーフェクTV!（ひかりパーフェクティーヴィ!、光PerfecTV!）は、スカパーJSAT株式会社による標準テレビジョン方式有線一般放送（光放送）の非直轄区域のうち、広島県福山市におけるサービス名である。これらの地域ではスカイパーフェクTV!（旧スカパー!・スカパー!e2）のブランド呼称が「スカパー!」（光放送は「スカパー!プレミアムサービス光」）に統一されて以後も、「光パーフェクTV!」の愛称をそのまま使用している。2013年3月までは長野県阿智村、岐阜県恵那市でも同サービスを展開していた。

## 概要

### MEGA EGGトリプルサービス
株式会社エネルギア・コミュニケーションズ（中国電力株式会社の100%子会社）のFTTH接続サービス「MEGA EGG」を用いた有線一般放送である。光パーフェクTV!のみの利用はできない。業務区域は広島県福山市の一部。

### 過去のサービスエリア
以下の地域は2013年3月31日をもってオプティキャストによるサービスを終了した。
阿智村情報化事業サービス
長野県下伊那郡阿智村が保有する光ファイバー網を用いた有線一般放送である。業務区域は長野県下伊那郡阿智村（浪合地域を除く）。阿智村情報化事業サービスとして阿智村が運営していたが、スカパー!のサービスの完全ハイビジョン化に伴いサービス提供が終了となった。
アミックスコム
岐阜県恵那市および同市の第三セクターケーブルテレビ局、株式会社アミックスコムが保有・運営する光ファイバー網を用いた有線一般放送。業務区域は岐阜県恵那市および同県安八郡輪之内町。なお、地上アナログ・デジタル放送、BSデジタル放送の再送信および自主放送は、アミックスコムが有線テレビジョン・ラジオ放送として別途運営しているため、光パーフェクTV!ではこれらのサービスを提供しなかった。現在はスカパー（110度CS・BS）の同一周波数パススルーのサービスに移行している。

## 技術
スカパー!プレミアムサービス光#技術を参照。

## 業務区域
- 広島県福山市 （2005年11月1日業務開始）

### 過去の業務地域
- 長野県下伊那郡阿智村 （阿智村情報化事業サービス、2006年4月1日業務開始、2013年3月31日サービス終了）
- 岐阜県恵那市 （アミックスコム、2007年4月1日業務開始、2013年3月31日サービス終了）

## チャンネルの一覧

### アナログテレビ
阿智村については2011年7月時点。デジアナ変換の実施の有無については不明。
|        | MEGA EGG                                | 阿智村              |
| 福山市 | 阿智村                                  |                     |
| ------ | --------------------------------------- | ------------------- |
| 1      | NHK広島総合                             |                     |
| 2      | NHK広島 Eテレ                           |                     |
| 4      | 中国放送（RCC)                          |                     |
| 6      | 広島ホームテレビ（HOME）                |                     |
| 8      | テレビ新広島（TSS）                     |                     |
| 9      | NHK BS                                  |                     |
| 11     | QVC                                     |                     |
| 12     | 広島テレビ（HTV）                       |                     |
| ○      | テレビせとうち（TSC）（大臣裁定が決定） |                     |
| 51     |                                         | NHK長野 Eテレ       |
| 52     |                                         | 文字放送            |
| 53     |                                         | NHK長野総合         |
| 55     |                                         | 信越放送（SBC）     |
| 57     |                                         | 長野放送（NBS）     |
| 59     |                                         | テレビ信州（TSB）   |
| 61     |                                         | 長野朝日放送（ABN） |

- 広島県福山市は岡山県笠岡市・井原市に隣接しているが、テレビ東京系（テレビせとうち）などの区域外再放送は行っていない。なお、テレビせとうちについては、2008年2月8日に再送信を行うよう大臣裁定が決定した。配信チャンネルは現時点で未定。
- 岐阜県恵那市では、光パーフェクTV!は専門チャンネルのみ扱っていた。

### デジタルテレビ
- 阿智村については2013年1月時点。
- 地上デジタルテレビジョン放送およびBSデジタル放送のチャンネルは、リモコンキーIDに同じである。
- 専門チャンネルは、スカパー!プレミアムサービスにほぼ同じである。なおプロ野球中日ドラゴンズ（岐阜）と広島東洋カープ（広島）の主催ホームゲームに関しては放映権の問題で中継できない試合がある。

|        | MEGA EGG              | 阿智村        |
| 福山市 | 阿智村                |               |
| ------ | --------------------- | ------------- |
| 1      | NHK広島総合           | NHK長野総合   |
| 2      | NHK広島 Eテレ         | NHK長野 Eテレ |
| 3      | RCC                   |               |
| 4      | HTV                   | TSB           |
| 5      | HOME                  | ABN           |
| 6      |                       | SBC           |
| 7      | TSC（大臣裁定が決定） |               |
| 8      | TSS                   | NBS           |

- 広島県福山市は2006年10月1日に開始（2007年春に地上デジタル放送の福山中継所が完成するまでは広島市から光ケーブルで伝送していた）。また、岡山県笠岡市・井原市に隣接しているが、テレビ東京系（テレビせとうち）などの区域外再放送は行っていない。なお、テレビせとうちについては、2008年2月8日に再送信を行うよう大臣裁定が決定した。
- 長野県下伊那郡阿智村については、当初、飯田送信所からの受信レベルが予想を下回っていたため、延期されていた。
- 岐阜県恵那市は専門チャンネルのみのサービス。

### アナログラジオ
|        | MEGA EGG      | 阿智村 |
| 福山市 | 阿智村        |        |
| ------ | ------------- | ------ |
| 77.7   | レディオBINGO |        |
| 78.2   | 広島FM        |        |
| 88.3   | NHK広島FM     |        |

- 岐阜県恵那市では専門チャンネルだけのサービスのため、光パーフェクTV!では再送信せず。

### デジタルラジオ
- 放送されているチャンネルは、スカパー!プレミアムサービスに同じである。